# Diavox

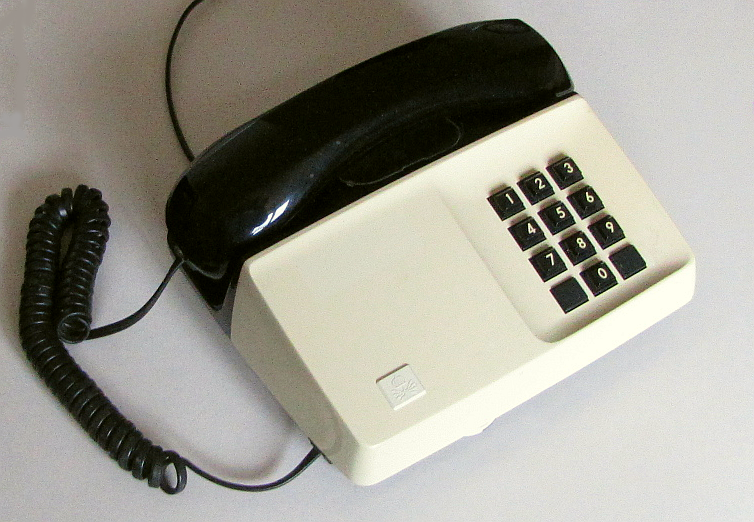
Diavox med knappsats med tio knappar för pulsval och volymratt på framsidan.

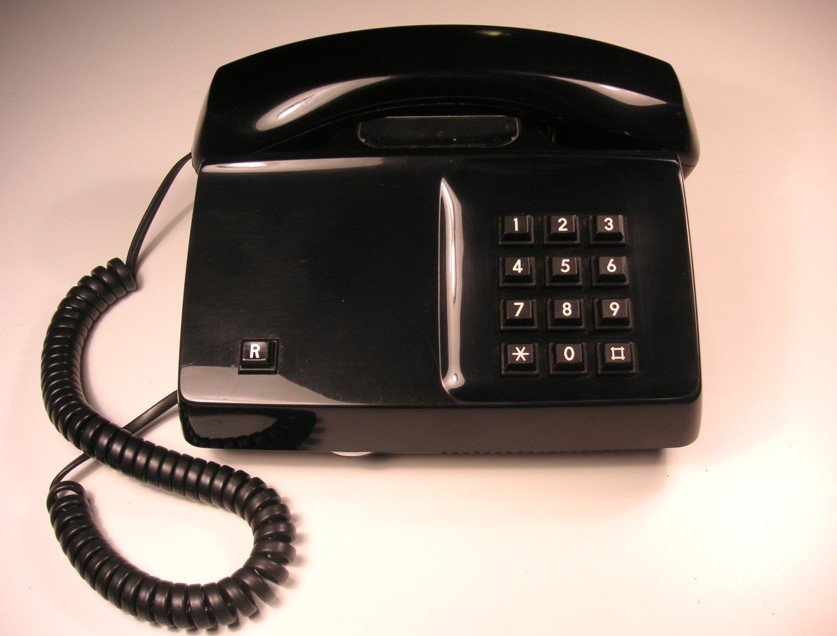
Diavox med knappsats med tolv knappar för tonval, R-knapp för aktivering av tilläggstjänster under pågående samtal och volymratt på framsidan.

Diavox var en svensk standardtelefon för fast telefoni, den första som enbart fanns med knappsats. Den var en ersättare och efterföljare till föregångaren Dialog.

## Bakgrund
På 1960-talet experimenterade Telefonaktiebolaget LM Ericsson med knappsatser i stället för fingerskiva på en serie Ericofoner och Dialoger. Den första telefonen, enbart formgiven för knappsats, kom först 1978 i samband med introduktionen av digitala telefonväxlar (AXE-systemet) i Sverige.
År 1975 utlyste LM Ericssons och Televerkets gemensamma utvecklingsbolag Ellemtel en designtävling med fyra inbjudna deltagare. Carl-Arne Bregers designkontor vann med sitt förslag. Den vinnande modellen var fortfarande ganska hög och hade en klumpig, kantig lur, men grunddragen var klara, med bland annat en avtagbar kåpa i olika färger. Mellan 1975 och 1977 vidareutvecklade Breger och hans medarbetare Richard Lindahl tävlingsmodellen; sammanlagt fjorton olika designstudier i trä togs fram, och speciellt lurens och frontens utformning ägnade de många timmar åt. Resultatet blev en smäckrare form än vad som hade varit vanligt på telefoner tidigare. Luren blev också mer ergonomisk än föregångaren Dialogs.
Den nya knapptelefonen fick namnet Diavox och började serietillverkas på sommaren 1978 vid LM Ericssons och Televerkets fabriker. Diavox var den sista svenskutvecklade standardtelefonen för fast telefoni och ersatte Ericssons Dialog. Diavoxtelefonen exporterades bland annat till Storbritannien under namnet Astrophone och till USA som Royal. Från Saudiarabien fick man en order på 400 000 apparater. Produktionen pågick fram till 1989. Diavox ersatte den gamla telefonen av typ Dialog i stor omfattning i Sverige, framförallt hos företag och i offentliga lokaler.

## Design

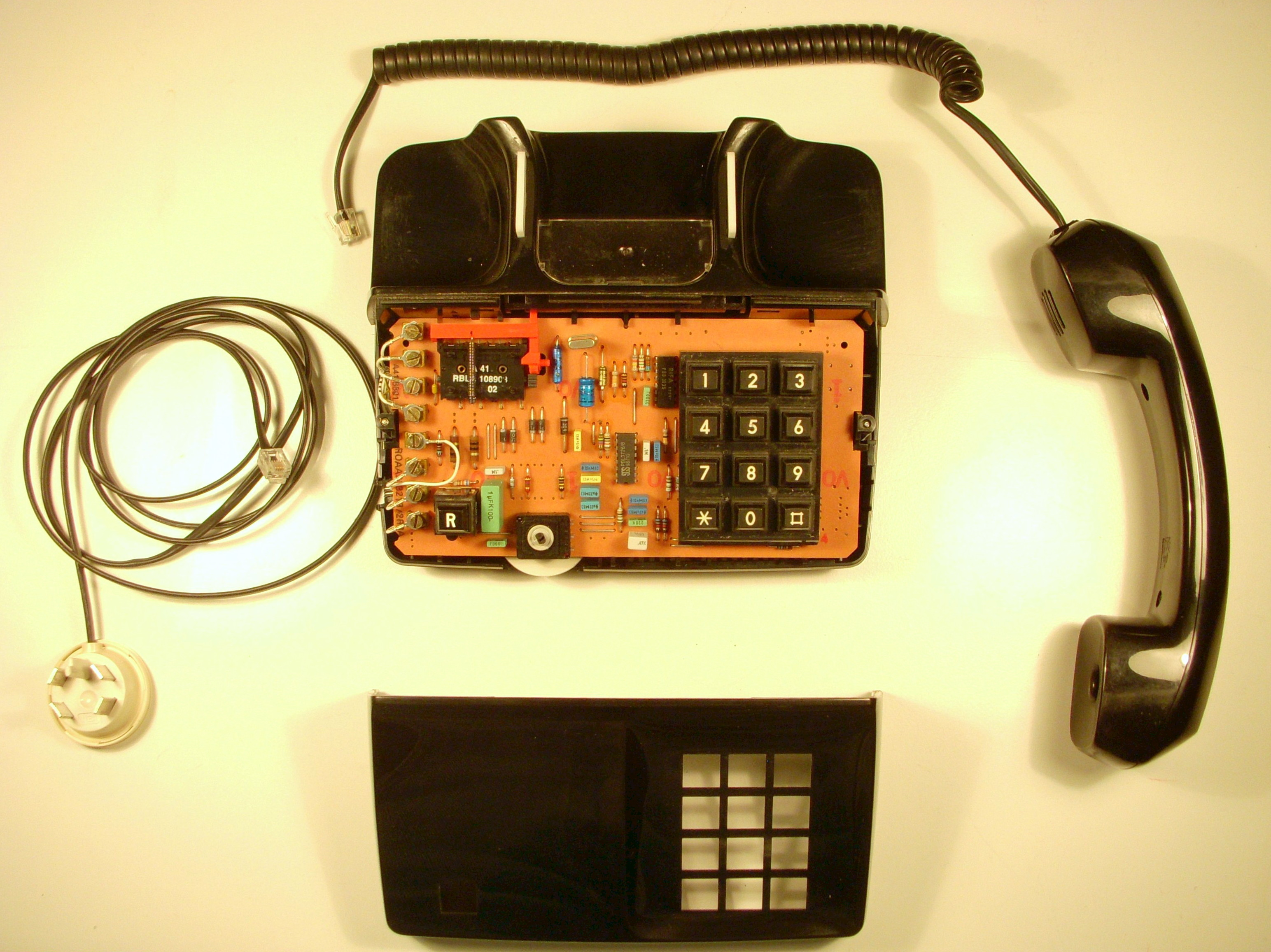
Diavox II med avtagen kåpa.

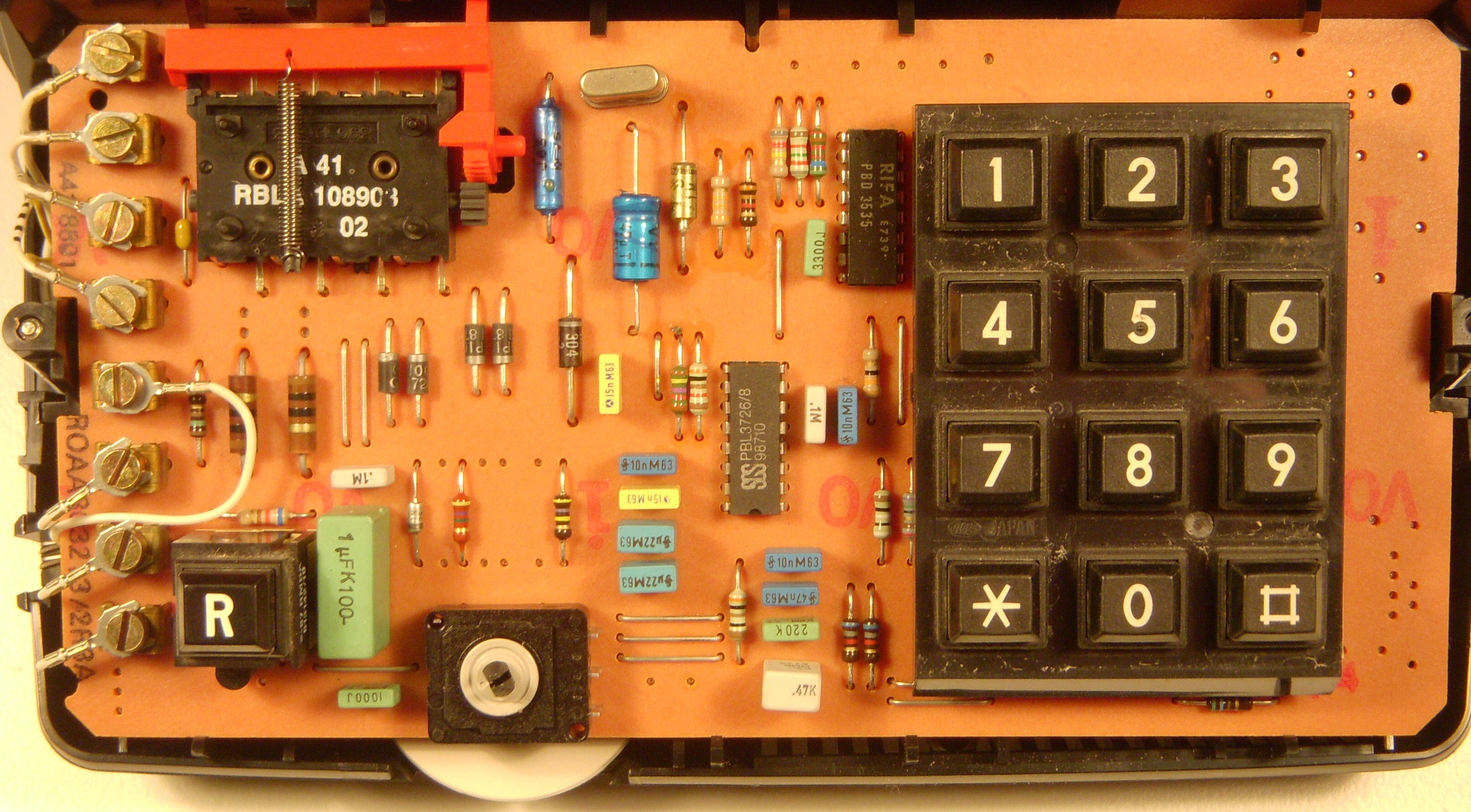
Diavox knappsats och kretskort.

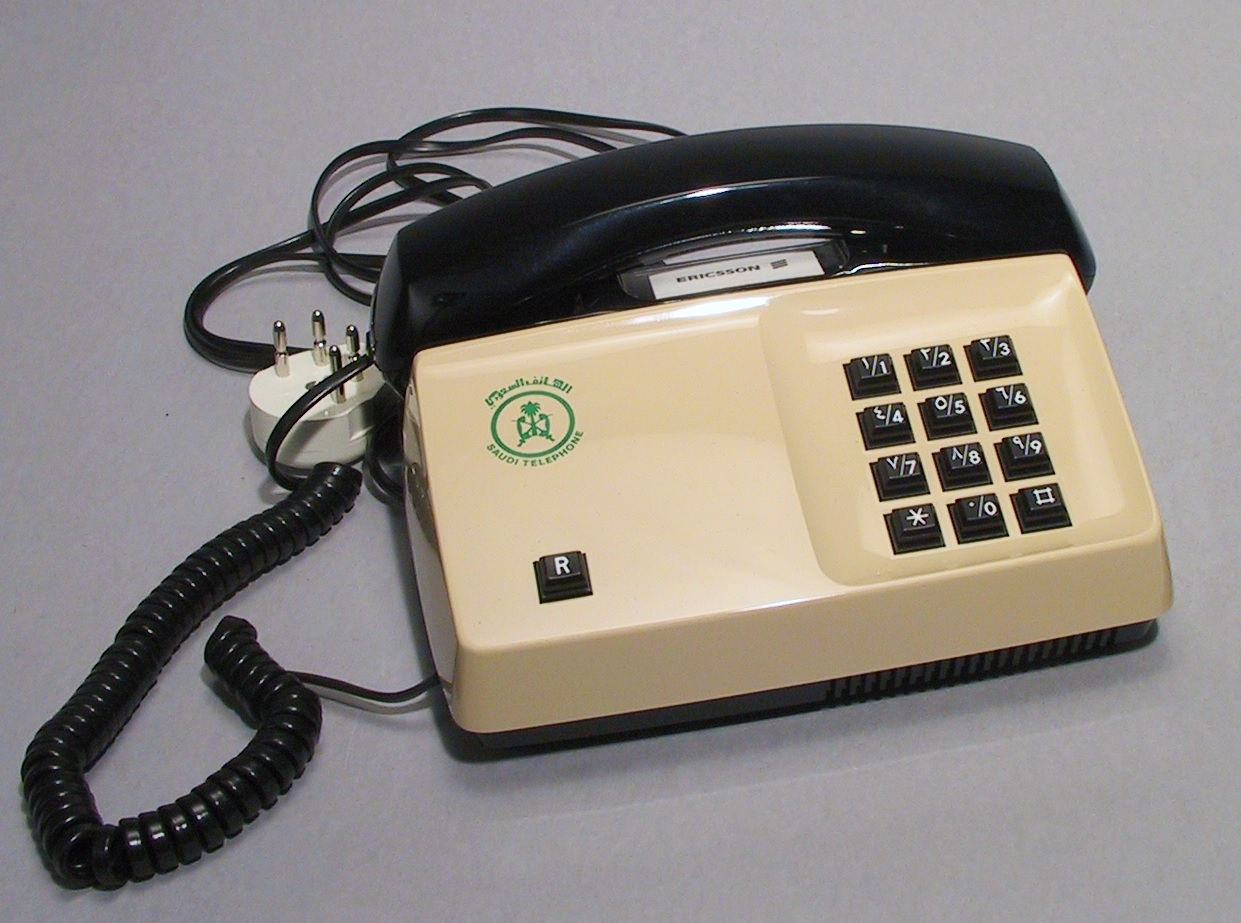
Saudisk exportversion.

Precis som föregångaren Dialog så fanns Diavoxtelefoner i en bordsvariant och en väggmonterad variant. En speciell detalj för Diavox var att kåpan var lätt avtagbar. Kåpan togs bort genom att lossa på två skruvar i botten på telefonen. Televerket marknadsförde därför telefonen som en telefon med utbytbar kåpa och sålde lösa kåpor till Diavox så att den som tröttnat på färgen skulle kunna byta ut den. I början fanns Diavox att få i ett urval av standardfärger. Bland annat fanns kåporna i vitt, rött, mörkgrönt, beige, gult och svart. Den vanliga standardmodellen hade svart lur och själva underdelen och stommen var också svart. Det var bara själva kåpan framtill där bland annat knappsatsen satt som var i olika färger.
Efter en tid började speciella varianter på Diavox komma. Det kom en variant som var helt vit, där alltså även underdelen och luren var vit. Senare kom det specialvarianter på de utbytbara kåporna. Bland dessa fanns det kåpor i finare metaller i stället för plast som var standard. De kunde fås i krom, koppar och guld. Dessa kåpor var betydligt dyrare än de vanliga plastkåporna; dyrast var kåporna i guld. Det fanns även en exklusiv serie med kåpor i äkta italienskt (rött eller brunt) läder. Efter ytterligare en tid gjordes specialvarianter med blommönster och liknande dekor. Senare gick det också att beställa kåpor med specialtryck med exempelvis företagets logotyp eller reklam. En annan variant var med hela skalet i trä – dyra träslag såsom mahogny och teak. Sådana telefoner var handgjorda och mycket dyra. Ytterligare en specialvariant var en där hela skalet var gjort i helt genomskinlig plast – sladdar och kretskort var alltså synliga. Denna variant tillverkades från början bara som demonstrationsexemplar, men ganska snart började de också säljas till vanliga kunder.
I mitten på 1980-talet togs en litet rundare kåpa fram. De vanliga kåporna fortsatte emellertid att tillverkas och de nya kåporna såldes som ett alternativ till de normala. De nya kåporna fick namnet Nova och de vanliga kåporna kallades Classic.

## Teknik
Diavox introducerades i sju olika modeller och en "högtalarbas" som var ett slags tillbehör till en vanlig telefon:
- Diavox 100 var grundvarianten av telefonen
- Diavox 120 med headset och två extra knappar "ON" och "OFF" som öppnade och stängde linken ("lyfte och lade på luren") när man använde headset.
- Diavox 125 med två utgående linjer
- Diavox 130 med kortnummerfunktion för 9 eller 27 nummer. Denna använde tonval och hade en högtalare så man kunde slå numret och höra om samtalet gick fram innan man lyfte luren.
- Diavox 150 med utökade sekreterarfunktioner (executive secretary) bestod av två identiska telefoner med fem extra knappar
- Diavox 200 högtalartelefon, denna har två extra knappar ovanpå kåpan för att slå på och av högtalarfunktionen, ovanför R-knappen. Telefonen hade viss elektronik för att filtrera bort bakgrundsljud i rummet.
- Diavox 250 en högtalarbas, en rektangulär svart låda med tre knappar som man kunde ställa telefonen ovanpå för att få en telefon med högtalarfunktion.
- Diavox 824 med flera utgående linjer, dessa hade flera extra knappar för olika linjer och lysdioder för att indikera pågående samtal.

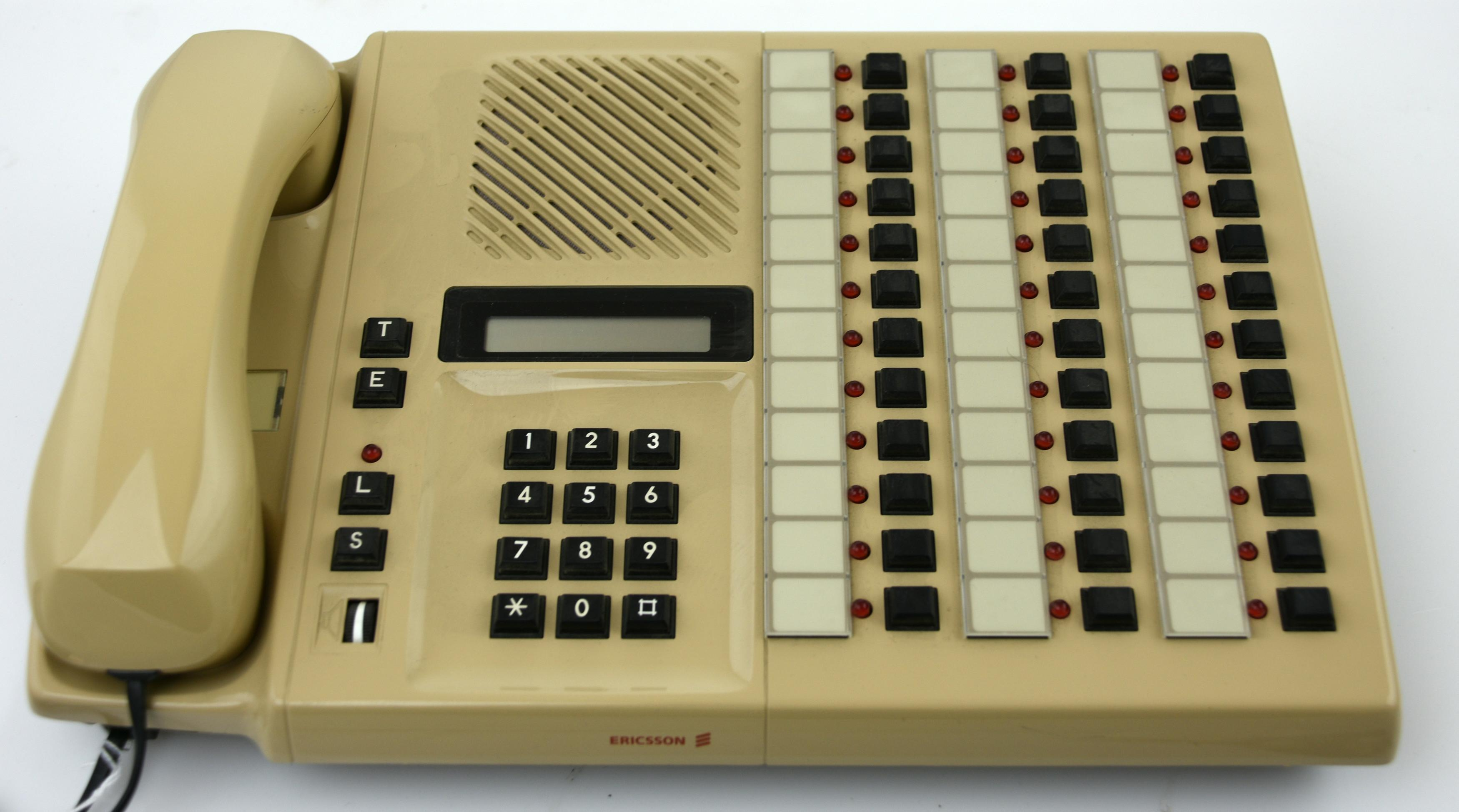
Ericsson Diavox Courier 700 för MD110, vanligtvis kallad Logivox

Utöver dessa modeller utvecklades ett par år senare en speciell digital version för abonnentväxeln MD110 med namnet Diavox Courier 700.
Diavox utvecklades i olika modeller för tonval och pulsval. Av de totalt fyra miljoner telefoner som tillverkades för Televerket var tre miljoner försedda med teknik för tonval. Tonvalskretsen var en helt egen ASIC som utvecklades av RIFA. Dialogs kolkornsmikrofon ersattes med en elektretmikrofon för bättre talkvalitet och telefonen fick en elektronisk talkrets i stället för en talkrets med transformator. Diavox fick automatisk mottagnings- och sändningsreglering; Dialog hade enbart automatisk mottagningsreglering.

## Varianter för kontor och offentliga lokaler
För kontor och andra offentliga lokaler togs det fram speciella varianter av Diavox som var speciellt anpassade för telefonväxlar. De vanliga Diavoxerna användes ofta för telefonväxlar men också specialvarianter togs fram för fler funktioner. Det togs fram varianter med extra många knappar där de extra knapparna placerades på den släta ytan i närheten av R-knappen. De kunde bland annat ha knappar för direktval till vissa anknytningar inom växeln. Det gjordes även större telefoner baserade på Diavox men där bara knapparna och luren hade samma form, till exempel Logivox.